# Тимеон, Онгиоу
Онгиоу Тимеон (англ. Ongiou Timeon; род. 8 июля 1989) — кирибатийский легкоатлет, выступающий в толкании ядра среди спортсменов с поражением зрения. Участник летних Паралимпийских игр 2024 года. Первый спортсмен, представлявший Кирибати на Паралимпийских играх.

## Биография
Онгиоу Тимеон родился 8 июля 1989 года.
Начал заниматься лёгкой атлетикой в 27-летнем возрасте. Тренируется в кирибатийском ТТМ под началом Кароту Бакаэ и Кофо Кекеанга.
В 2020 году, возвращаясь из Австралии с чемпионата Квинсленда по лёгкой атлетике, был вынужден оставаться в течение девяти месяцев на Фиджи, поскольку границы закрыли из-за коронавирусных ограничений.
В 2024 году стал единственным спортсменом в составе сборной Кирибати на летних Паралимпийских играх в Париже. В толкании ядра среди спортсменов с классом инвалидности F11 (полностью или почти незрячих) занял последнее, 8-е место, показав результат 6,46 метра и уступив 8,32 метра завоевавшему золото Амирхоссейну Дарбейду из Ирана. Был знаменосцем сборной Кирибати на церемонии открытия Паралимпиады.
Тимеон стал первым спортсменом, представлявшим Кирибати на Паралимпийских играх.